# Myliobatis peruvianus
Myliobatis peruvianus é uma espécie de peixe da família Myliobatidae.
Pode ser encontrada nos seguintes países: Chile e Peru.